# Argentina georgei
Argentina georgei is een  straalvinnige vissensoort uit de familie van zilversmelten (Argentinidae). De wetenschappelijke naam van de soort is voor het eerst geldig gepubliceerd in 1969 door Cohen & Atsaides.